# Valentin Conrart
Valentin Conrart, né à Paris en 1603 où il est mort le 23 septembre 1675, est un homme de lettres français. Initiateur du projet de l’Académie française, il en est élu secrétaire perpétuel en 1634. Le Cercle littéraire de Conrart a été, après celui de Madame de Rambouillet, l'autre grand salon littéraire de son époque.

## Biographie
D’une famille calviniste de Valenciennes, le grand-père de Valentin, Pierre Conrart, échevin de Valenciennes en 1560, est décapité lorsque les troupes catholiques du duc d'Albe reprennent la ville en 1568. Son père Jacques est un riche commerçant de toile qui s'est installé à Paris et destine son fils aîné Valentin à une profession commerciale.
Valentin commence trop tard ses études littéraires pour apprendre le latin et le grec et il s’applique à l’italien, à l’espagnol et à la connaissance approfondie de la langue française. En 1627, il acquiert une charge de conseiller-secrétaire du Roi et de ses finances, et commence à inviter chez lui des hommes de lettres, qu'il rencontre régulièrement à l'hôtel de Rambouillet.

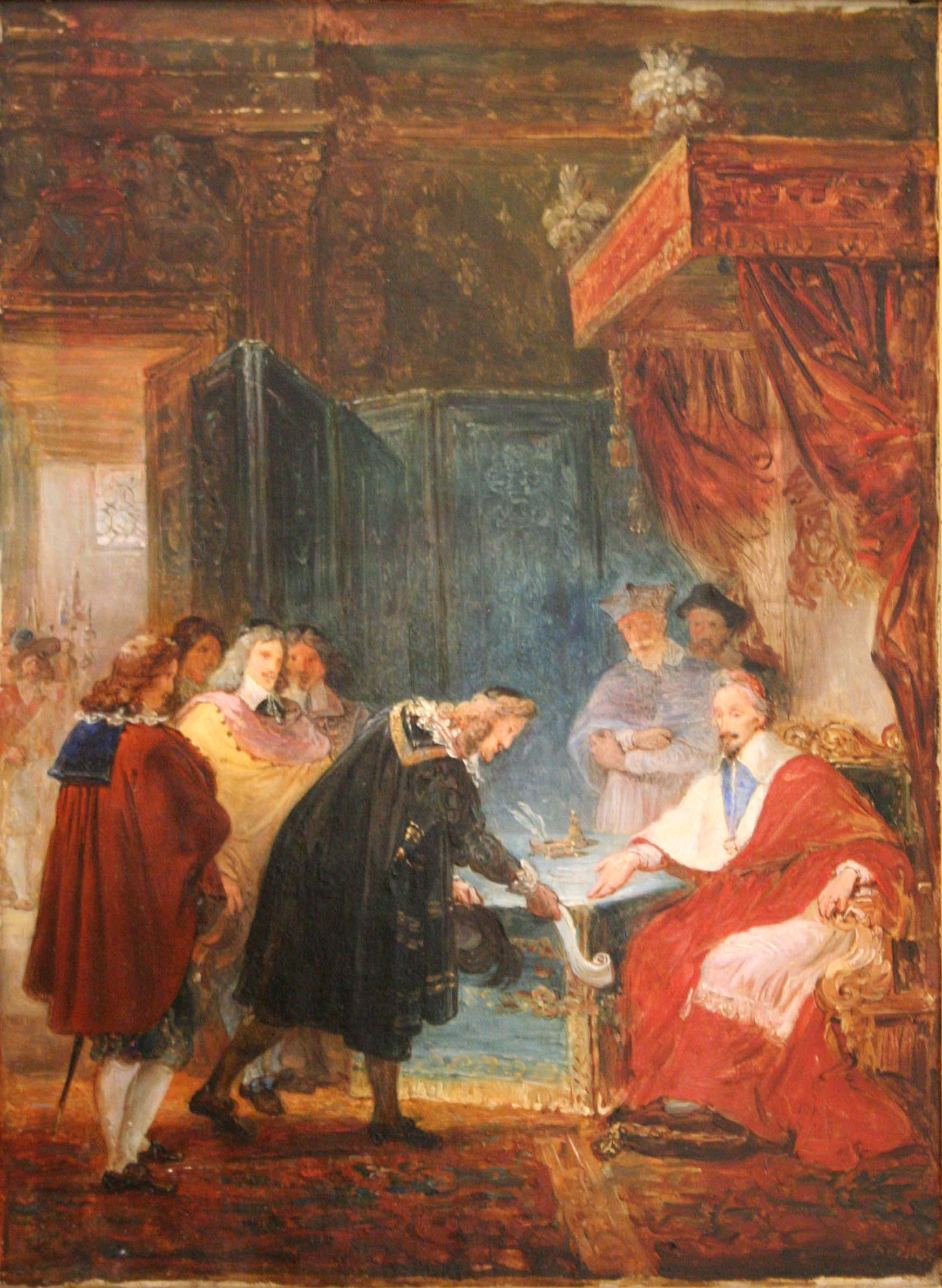
Le projet de statuts de l'Académie, par François-Joseph Heim au musée Fabre.

Ami de Jean Chapelain et de Guez de Balzac, il réunit chez lui, une fois par semaine, à partir de 1629, une dizaine d’hommes de lettres qui vont former le noyau de la future Académie française : son cousin Antoine Godeau, Jean Ogier de Gombauld, Philippe Habert, Claude Malleville, François Le Métel de Boisrobert, Jean Desmarets de Saint-Sorlin, Nicolas Faret, Paul Pellisson. Ces réunions  littéraires de beaux esprits discutant de leurs œuvres sont celles du cercle Conrart, dont l'existence est en théorie secrète, mais elle est connue de Richelieu.
Le cardinal de Richelieu, désireux de renforcer l'unité linguistique de la France, s'en inspire pour son propre projet d'académie, l'Académie française. Conrart en dresse les lettres patentes et en rédige les statuts le 13 mars 1634. Treize nouveaux membres, appelés « académistes » jusqu'en 1636, sont admis à siéger avec le groupe initial, dont Richelieu est le protecteur. Conrart en est le premier secrétaire perpétuel, et, malgré son attachement inébranlable à la religion protestante, Richelieu le maintient dans cette fonction jusqu'à sa mort.
Il a une influence primordiale sur la première vague des grandes traductions françaises, réalisées par Giry, d'Ablancourt, ou Patru, et que l'on appellera plus tard « les belles infidèles ». Il collabore avec Vaugelas au texte définitif de la traduction de Quinte-Curce. Avec Chapelain, il joue un rôle important  dans les débats de l’Académie sur Le Cid (Sentiments de l’Académie sur le Cid).
Il n'a publié de son vivant aucun écrit notable ; ce qui a fait écrire à Nicolas Boileau : « J'imite de Conrart le silence prudent » (Épître première).

## LesRecueils Conrart
Valentin Conrart, éminence grise et pivot des milieux littéraires parisiens pendant plusieurs décennies, avait l'habitude de conserver ou copier tous les documents qu'il jugeait intéressants. Il a ainsi constitué au fil des années une cinquantaine de gros recueils, où l'on trouve notamment des lettres autographes de nombreuses personnalités de l'époque, et d'autres types variés de textes.
Cette collection de documents concerne non seulement l'histoire littéraire, mais aussi l'histoire politique et religieuse (notamment celle du protestantisme) au XVIIe siècle. Ces recueils sont conservés actuellement dans le département des manuscrits de la Bibliothèque de l'Arsenal, sous les cotes suivantes : ms 4106-4129, ms 5130-5132, ms 5410-5427, ms 2667, ms 3135, ms 8573-8574. Chaque volume contient une table très détaillée des pièces, réalisée par Simon Vanel de Milsonneau, un homme d'affaires bibliophile qui posséda un temps la collection au XVIIIe siècle.

## Publications
- Lettres familières de Mr Conrard à Mr Félibien (1681)
- Suite des psaumes en vers François par CL. Ma. & Th. De Be. et ceux qui ont esté retouchez par feu M. V. Conrart Conseiller & Secrétaire du Roy, &c. .., A Geneve chez Iean Pictet. 1629.
- Les Psaumes de David mis en vers françois et revus par ordre du Synode Wallon des Provinces-Unies (1730)
- Mémoires sur l'histoire de son temps (1825). Extraits publiés d'après les manuscrits de la bibliothèque de l'Arsenal par Louis Jean Nicolas Monmerqué.
- Mémoires de Valentin Conrart, premier secrétaire perpétuel de l'Académie française, (1652-1661) (1854). Extraits publiés d'après les manuscrits de la bibliothèque de l'Arsenal par Louis Jean Nicolas Monmerqué.
- La Journée des madrigaux, suivie de la Gazette de Tendre (avec la carte de Tendre) et du Carnaval des prétieuses (1856)
- Lettres à Lorenzo Magalotti, Saint-Étienne, Université de Saint-Étienne, 1981.

## Source partielle
Marie-Nicolas Bouillet  et Alexis Chassang (dir.), « Valentin Conrart » dans Dictionnaire universel d’histoire et de géographie, 1878 (lire sur Wikisource)